# Kuřátka přímá
Kuřátka přímá (Ramaria stricta) jsou nejedlá houba z čeledi stročkovcovitých (Gomphaceae) rostoucí hojně ve skupinách především v listnatých lesích na tlejícím dřevě, zejména buku.

## Popis
Keříčkovité plodnice dorůstají do výšky 6 - 12 centimetrů. Na šířku mívají až 9 centimetrů. Charakteristický je keříčkovitý vzhled se žlutavými až vínově hnědými vzpřímenými větvičkami. Všechny části houby se při manipulaci otlačí a zbarvují se až do hnědočervena.
Výtrusný prach je nažloutlý. Výtrusy 7-10 x 3,5-5,5 µm, eliptické, jemně bradavčité.
Kuřátka přímá rostou od července do října až listopadu.
Houba je pro svůj nepříjemný zápach a hořkou chuť nejedlá.

## Areál rozšíření
Kuřátka přímá mají kosmopolitní charakter rozšíření v mírném a subpolárním pásu severní polokoule a vyskytují se i na Novém Zélandu a v Austrálii.

## Galerie

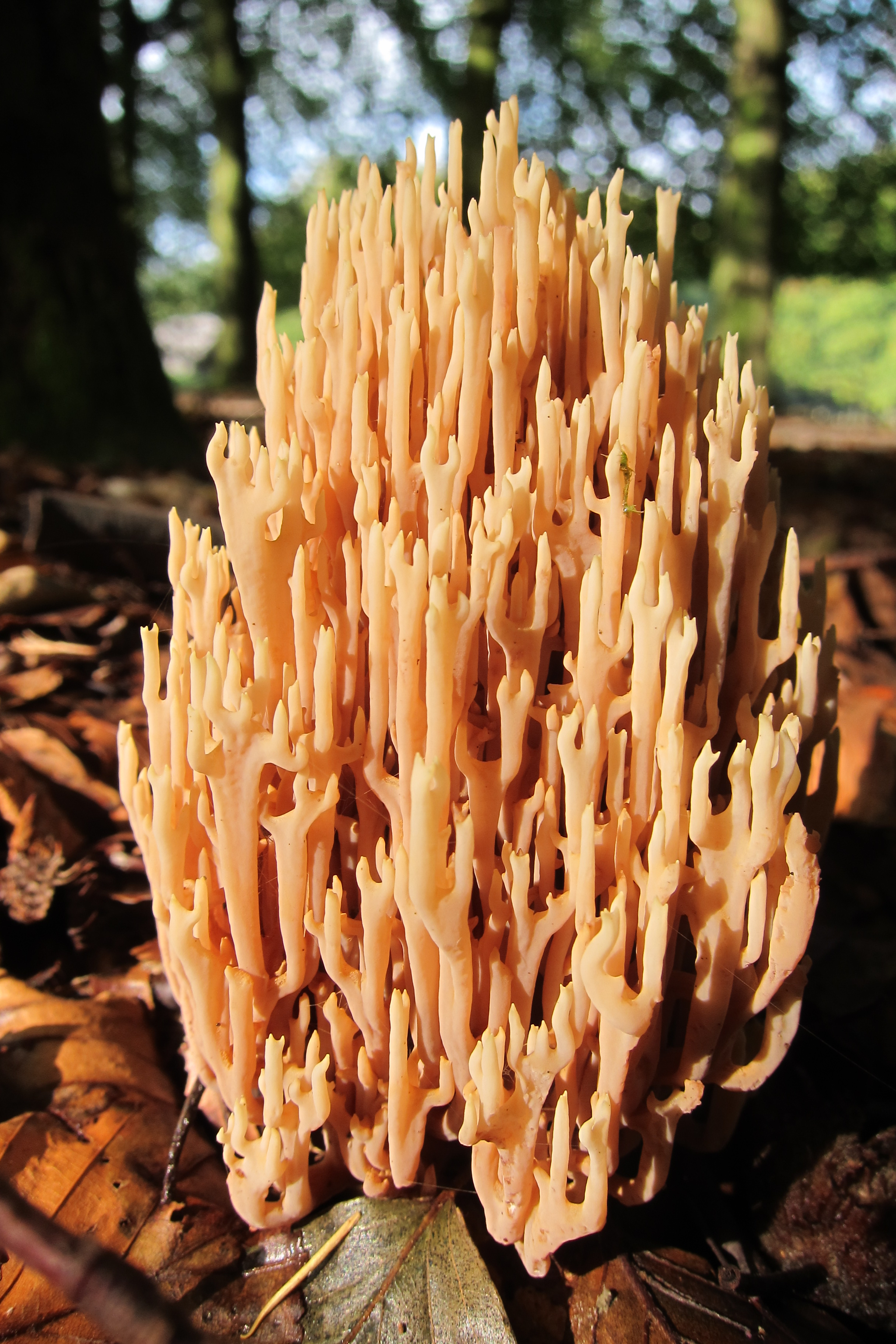
Kuřátka přímá
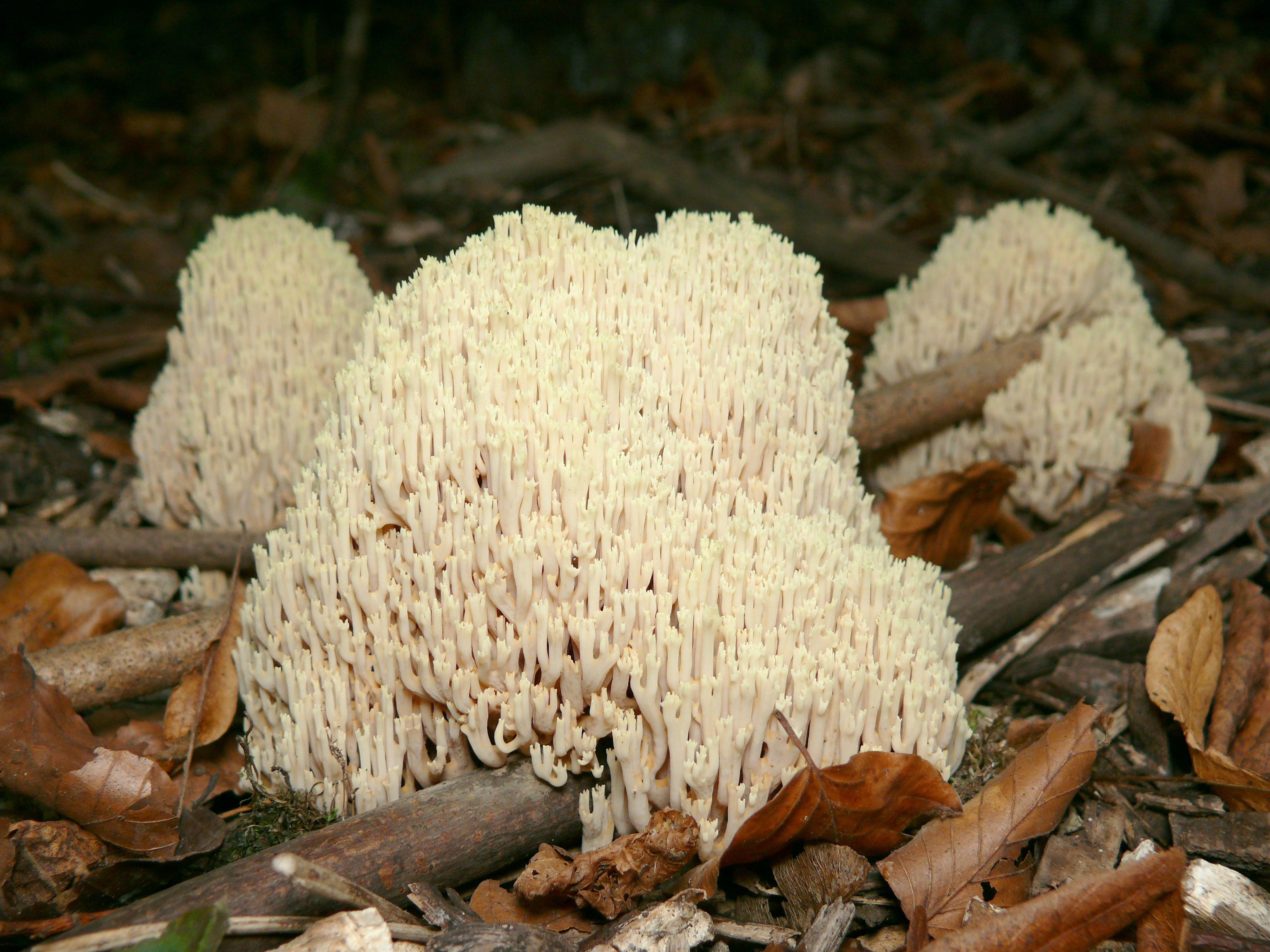
Kuřátka přímá
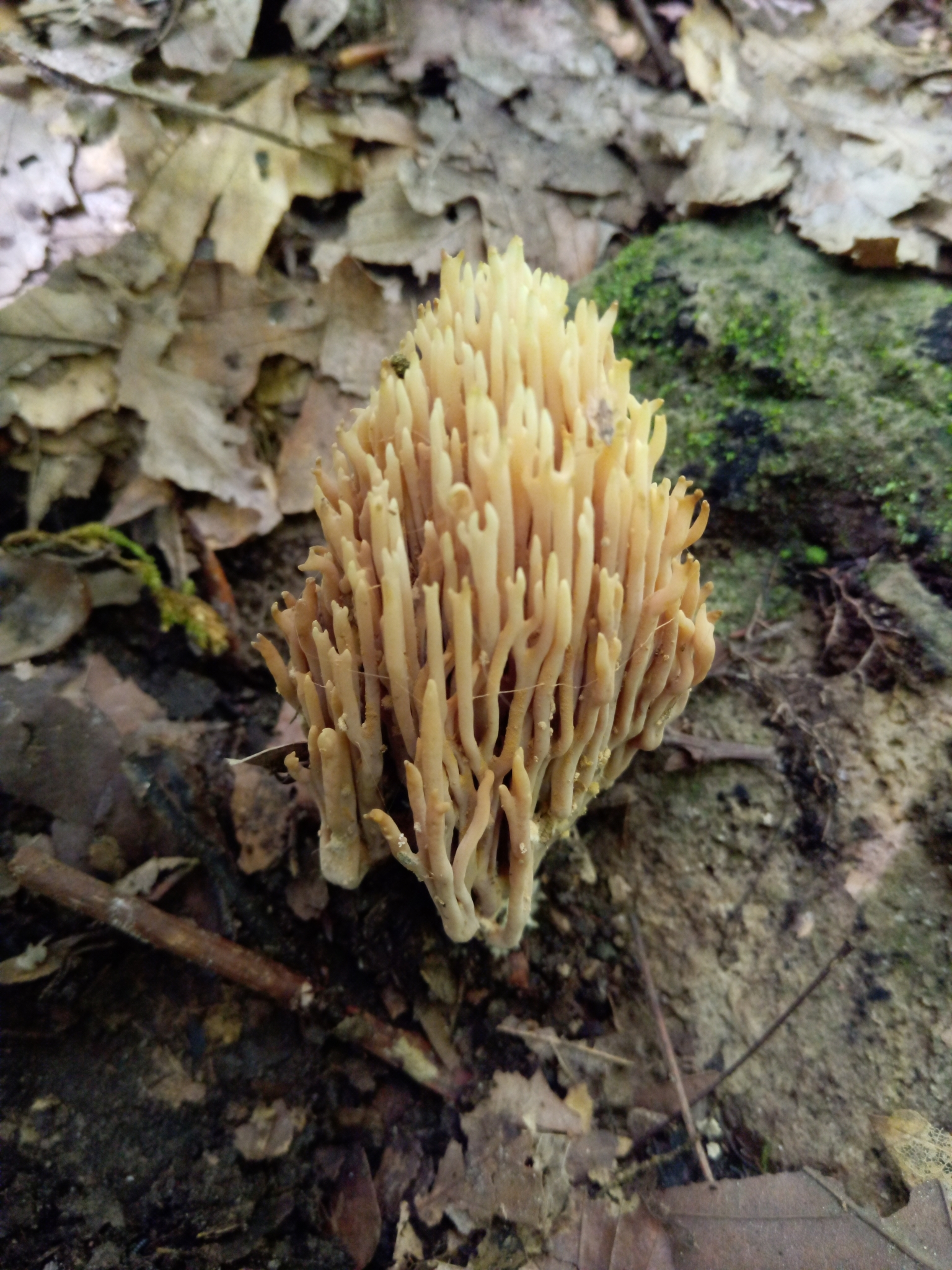
Kuřátka přímá
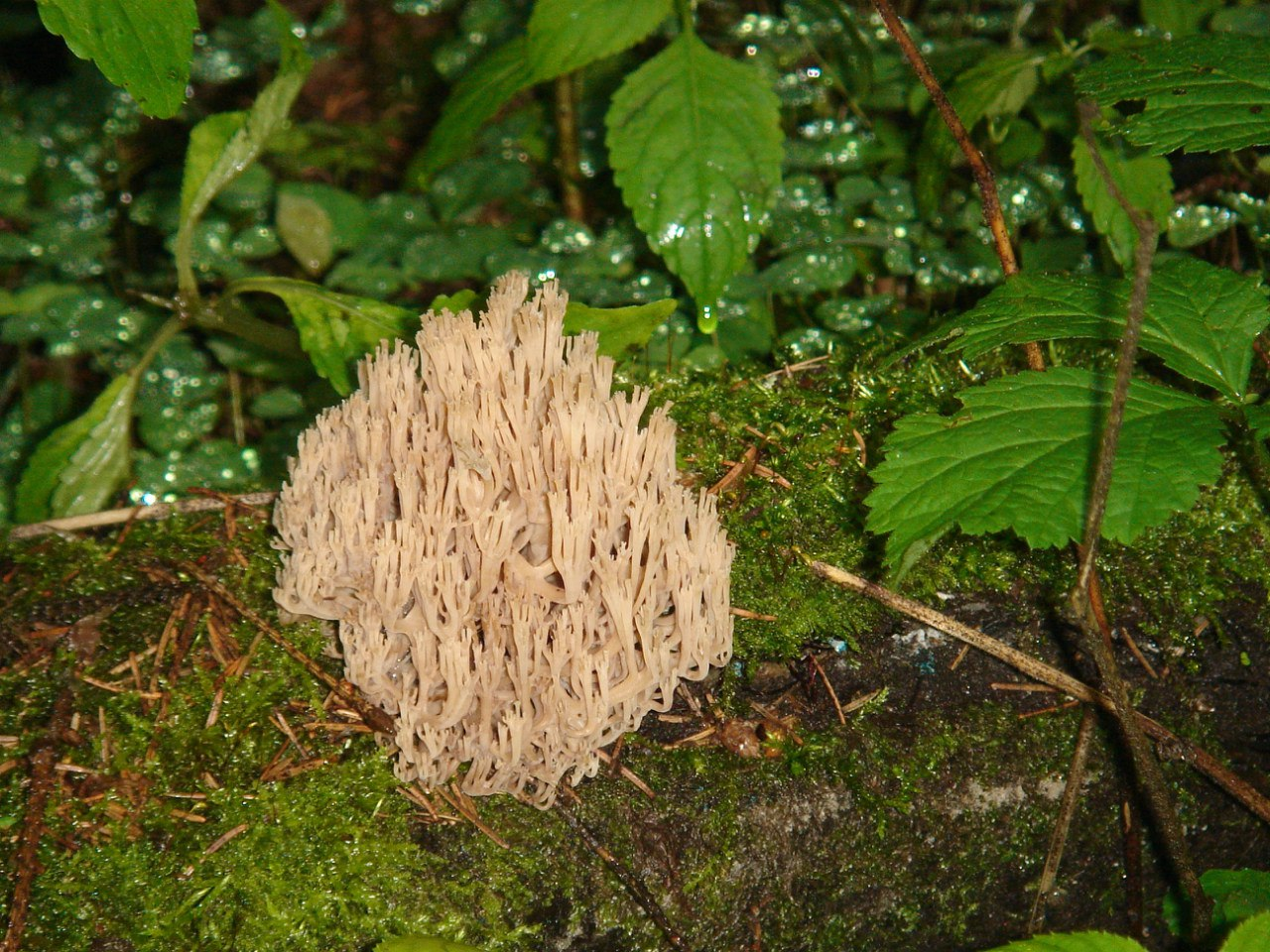
Kuřátka přímá